# Lebenslänglich (Album)
Lebenslänglich ist das 17. Studioalbum der Kölner Rockband BAP. Es erschien 2016 bei Universal Music unter dem Bandnamen Niedeckens BAP zum 40-jährigen Jubiläum der Band.

## Veröffentlichungen
Das Album wurde als LP, CD und als Limited Box-Edition veröffentlicht. In der Box befinden sich neben dem Studioalbum eine DVD mit Livemitschnitten von drei Konzerten und eine Vinyl-Single mit den zwei ausgekoppelten Bonustiteln der De Luxe Edition CD (Schritt für Schritt und Heimweh noh Kölle). Darüber hinaus enthält die Box ein BAP „Lebenslänglich“ T-Shirt, ein Miniposter der Band, vier Postkarten (eine davon als Autogramm signiert) und ein Schreibbuch.

## Titelliste CD
1. Alles relativ – (W. Niedecken, A. de Wolff) – 5:18
2. Absurdistan – (W. Niedecken, U. Rode) – 4:49
3. Dä Herrjott meint et joot met mir – (W. Niedecken, U. Rode) – 3:47
4. Die Ballade vom Vollkasko-Desperado – (W. Niedecken) – 6:09
5. Miehstens unzertrennlich – (W. Niedecken, U. Rode) – 4:24
6. Et ess lang her – (W. Niedecken, M. Nass) – 4:17
7. Dausende vun Liebesleeder – (W. Niedecken, U. Rode) – 4:36
8. Auszeit – (W. Niedecken, U. Rode u. A. de Wolff) – 5:17
9. Vision vun Europa – (W. Niedecken, U. Rode) – 5:43
10. Zeitverschwendung – (W. Niedecken, U. Rode) – 3:48
11. Schrääsch hinger mir – (W. Niedecken, M. Nass) – 4:50
12. Sankt Florian – (W. Niedecken, U. Rode) – 4:20
13. Komisch – (B. Dylan, W. Niedecken) – 3:57
14. Unendlichkeit – (W. Niedecken, U. Rode) – 4:57
15. Schritt für Schritt – (W. Niedecken, A. de Wolff) – 5:37 (Bonus-Track De Luxe Edition)
16. Heimweh noh Kölle – (W. Ostermann) – 3:10 (Bonus-Track De Luxe Edition)

## Titelliste DVD
Live im Bauhaus Dessau, 15. Oktober 2014
1. Noh all dänne Johre
2. Prädestiniert
3. Zosamme alt
4. Frankie & er
5. Kristallnaach
6. Lisa
7. Anna
8. Songs sinn Dräume
9. Sendeschluss
10. Rääts un links vum Bahndamm
11. Nöher zo mir
12. Noh Gulu
13. Für ’ne Moment

Tollhaus Karlsruhe, 23. Juli 2015
1. Dä Hofer

WIR. Stimmen für geflüchtete Menschen, Open Air auf dem Königsplatz München, 11. Oktober 2015
1. Für ’ne Moment
2. Arsch Huh

## Tournee
Die Jubiläumstournee zum Album wird am 18. Mai in Münster beginnen und unter dem Motto Die beliebtesten Lieder stehen. Niedeckens BAP wird dort, neben Stücken des neuen Albums, die populärsten Stücke der Bandgeschichte spielen.

## Sonstiges
Wolfgang Niedecken widmet seine Jubiläums-CD „[s]einen verstorbenen Weggefährten aus vier Jahrzehnten“. Der Titel des Albums bezieht sich auf eine Zeile aus dem Lied Unendlichkeit: „Lebenslänglich sucht man Zuversicht.“

## Kritik
Kai Butterweck von laut.de zieht als Fazit über „Lebenslänglich“: „Im Grunde bleibt alles wie gehabt: großartiges Songwriting vermengt sich mit lyrischer Authentizität und ausgefeiltem technischen Know-How. Am Ende steht ein in sich stimmiges, warm produziertes Gesamtpaket wie der berühmte Fels in der Brandung.“